# Julio Amorín Larrañaga
Julio Carlos Amorín Larrañaga (1923 - 2009) fue un abogado y político y embajador uruguayo perteneciente al Partido Colorado.

## Biografía
Fue hijo de Juan Tomás Amorín Sosa y Leonor Larrañaga.
Fue Ministro de Trabajo y Seguridad Social durante los primeros meses del gobierno de Juan María Bordaberry, en 1972.
Su hermano Ernesto fue legislador por el Partido Nacional.
Su hijo, el Dr. José Amorín Batlle, ha sido diputado y senador.